# Nemo ad factum precise cogi potest
Nemo ad factum praecise cogi potest alla lettera  nessuno può essere costretto a compiere un'azione è un'espressione latina originariamente usata solo per dire che nelle obbligazioni corrispettive in cui oggetto dell'obbligazione è un facere cioè un fare, nessuno può essere costretto all'adempimento in forma specifica, ma solo a forme equivalenti.

## Diritto civile italiano
L'art 2931 del Codice Civile prevede che se non si è adempiuto un obbligo di fare, l'avente diritto può ottenere che esso sia eseguito a spese dell'obbligato.
Il Codice Civile si riferisce a obblighi di fare fungibili, per i quali non è necessaria la collaborazione attiva dell'obbligato, vale a dire che possono essere eseguiti con l'intervento di terzi.
Ad esempio, se un cantante che viene scritturato in una produzione musicale si rifiuta di cantare, ovviamente non può essere costretto a farlo contro la sua volontà; sarà dunque tenuto a risarcire altrimenti il danno procurato a colui o coloro che l'avevano scritturato.

## Altre ipotesi
In senso traslato la frase viene usata per dire che non è possibile costringere qualcuno a fare qualche cosa senza la sua volontà ed applicata anche in campi ben lontani dal senso originario come quello delle cure mediche.
Si è invocato il principio anche:
- scioglimento forzato di un assembramento non autorizzato ex artt. 5 e 20 ss. t.u.l.p.s.;
- della traduzione forzata del renitente alla leva ex art. 136, 3° c., d.p.r. n. 237/1964 [1]
- i trattamenti sanitari obbligatori per malattia mentale ex artt. 33 ss. l. n. 833/1978; *l'obbligo di sospendere una determinata attività previsto dall'art. 212, 4° c., d.lgs. n. 285/1992;
- l'accompagnamento forzato alla frontiera degli stranieri espulsi, di cui all'art. 13 d.lgs. n. 286/1998.
- espulsione dall'aula del consiglio comunale, su ordine del sindaco, di una persona del pubblico che fosse causa di disordine, prevista dall'art. 297, 3° c., r.d. n. 148/1915, potere ora attribuito al presidente del consiglio comunale.

Recentemente si è vista una deroga a tale principio anche  nelle disposizioni processuali del d.lgs. 9 ottobre 2002, n. 231: